# Vicki Baum

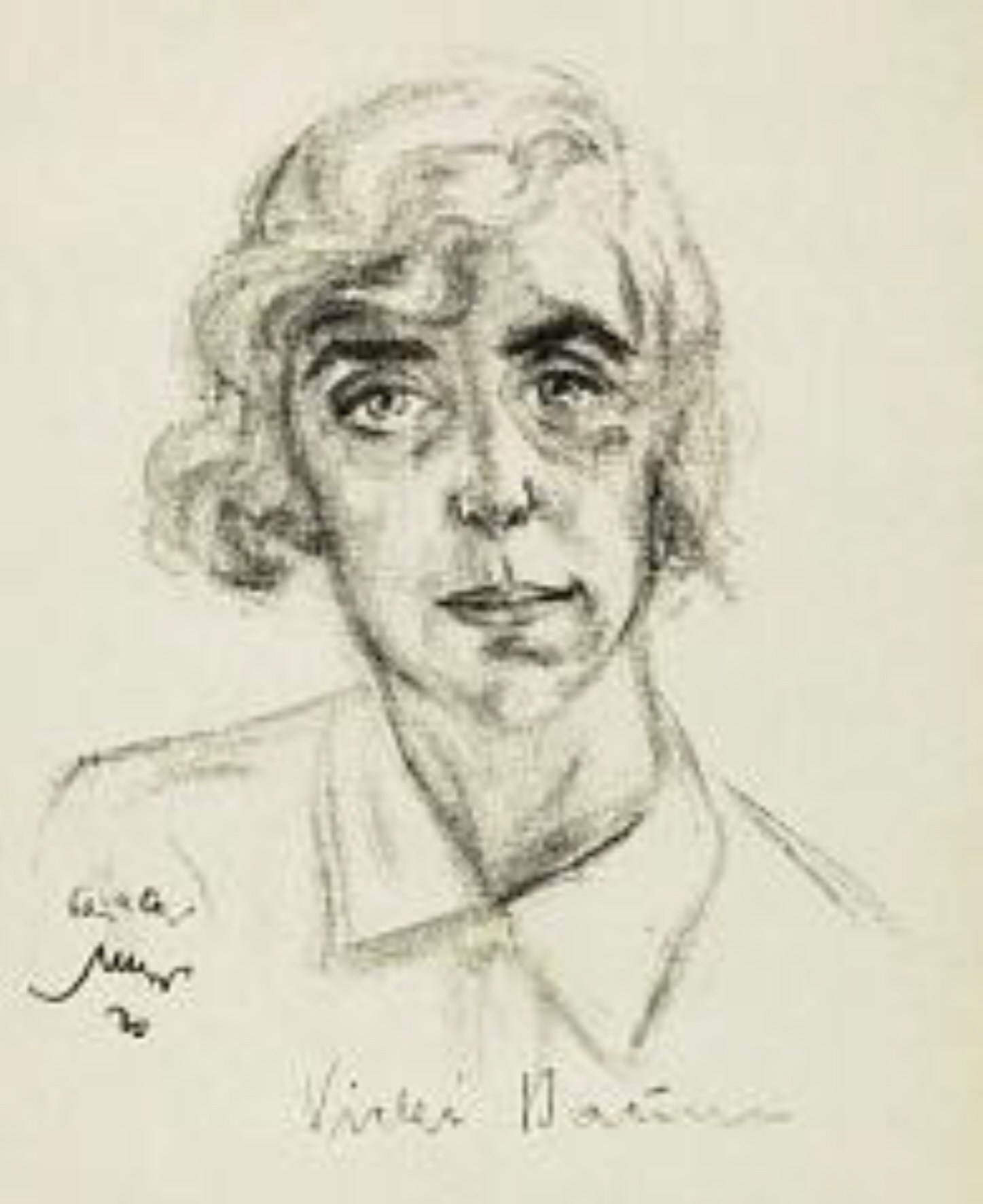
Vicki Baum

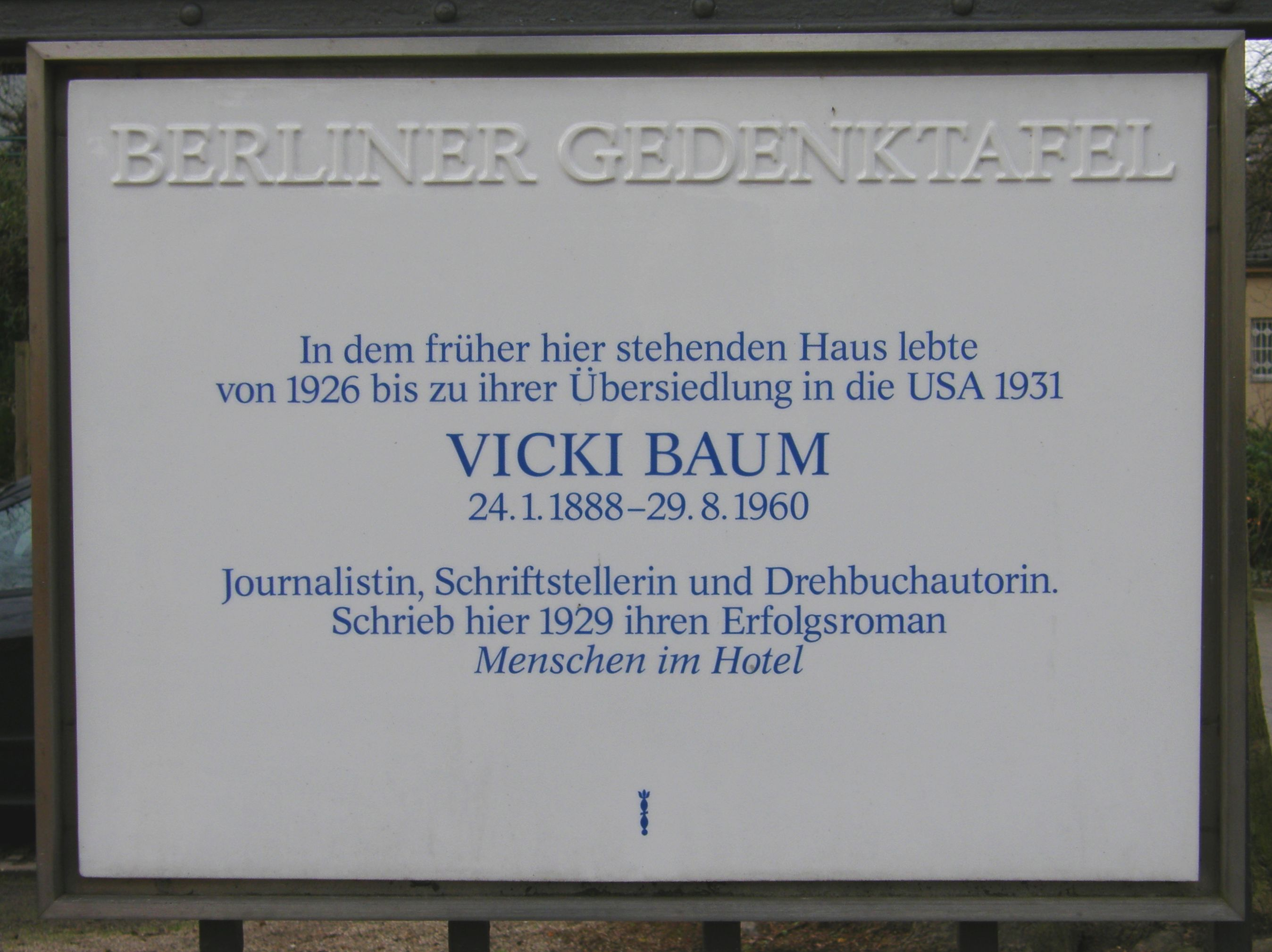
Plaquette van Vicki Baum

Vicki Baum, eigenlijke naam Hedwig Baum (Wenen, 24 januari 1888 - Los Angeles, 29 augustus 1960) was een Oostenrijks schrijfster. Het succes van haar werken was te danken aan de actualiteit van haar onderwerpen en de precieze schildering van verschillende milieus.
Ze werd geboren in Wenen en maakte allereerst een carrière als harpiste in Berlijn, Kiel, Hannover en Mannheim. Vanaf 1914 hield zij zich ook bezig met het schrijven van romans. Internationale roem verwierf zij zich met haar roman Menschen im Hotel, die voor het eerst gepubliceerd werd in 1929 en een jaar later al vertaald was in vele Europese talen. Ook haar roman Stud. chem. Helene Willfüer uit hetzelfde jaar had een groot succes. 
In 1931 reisde Vicki Baum ter gelegenheid van de verfilming van Menschen im Hotel naar New York en Hollywood. In 1932 besloot zij definitief in Californië te gaan wonen en in 1938, nadat haar vaderland door nazi-Duitsland was geannexeerd en haar boeken daar verboden werden, werd zij Amerikaans burger en begon zij ook in het Engels te publiceren
In 1935 verbleef zij enkele maanden bij Walter Spies op Bali. Op grond van haar ervaringen daar schreef zij in 1937 haar roman Liebe und Tod auf Bali. Daarin beschrijft zij vanuit het oogpunt van een eenvoudige Balinese boer de gebeurtenissen die voorafgaan aan de verovering van Zuid-Bali door de Nederlanders in 1907. 
Zij stierf in 1960 in Los Angeles. Postuum verscheen haar autobiografie Es war alles ganz anders.

## Lijst van werken
- Frühe Schatten (roman, 1919)
- Ulle, der Zwerg (roman, 1924)
- Menschen im Hotel (roman, 1929)
- Stud. chem. Helene Willfüer (roman, 1929)
- Zwischenfall in Lohwinckel (roman, 1930)
- Leben ohne Geheimnis (roman, 1932)
- Das große Einmaleins (roman, 1935)
- Die Karriere der Doris Hart (roman, 1936)
- Liebe und Tod auf Bali (roman, 1937)
- Hotel Shanghai (roman, 1939)
- The Ship and the Shore (roman, 1941)
- Marion alive (roman, 1942)
- Cahuchu (roman, 1944)
- Es war alles ganz anders (autobiografie, uitg. 1962)

- Bibsys: 90074124
- Biblioteca Nacional de Chile: 000035176
- Biblioteca Nacional de España: XX820133
- Bibliothèque nationale de France: cb11890653s (data)
- Catàleg d'autoritats de noms i títols de Catalunya: 981058530566706706
- CiNii: DA02331381
- Digitale Bibliotheek voor de Nederlandse Letteren: baum013
- Gemeinsame Normdatei: 118653830
- International Standard Name Identifier: 0000 0000 8392 5383
- Library of Congress Control Number: n79135036
- Nationale Bibliotheek van Letland: 000045579
- MusicBrainz: 89a26511-c37c-44c7-81bd-b9892299a40c
- Bibliotheek van het Japanse parlement: 00519863
- Nationale Bibliotheek van Tsjechië: jn20000600668
- Nationale bibliotheek van Australië: 35015350
- Nationale Bibliotheek van Israël: 987007258215605171
- Nationale Bibliotheek van Polen: a0000002825646
- Nationale en Universitaire bibliotheek Zagreb: 000086418
- Nederlandse Thesaurus van Auteursnamen: 068657927
- LIBRIS: 176922
- SNAC: w6rv1dmp
- Système universitaire de documentation: 026710560
- Trove: 790889
- Virtual International Authority File: 71387030
- WorldCat: E39PBJcGppMRHXTwcCdMfxjcT3